# Kfz-Kennzeichen (Montenegro)

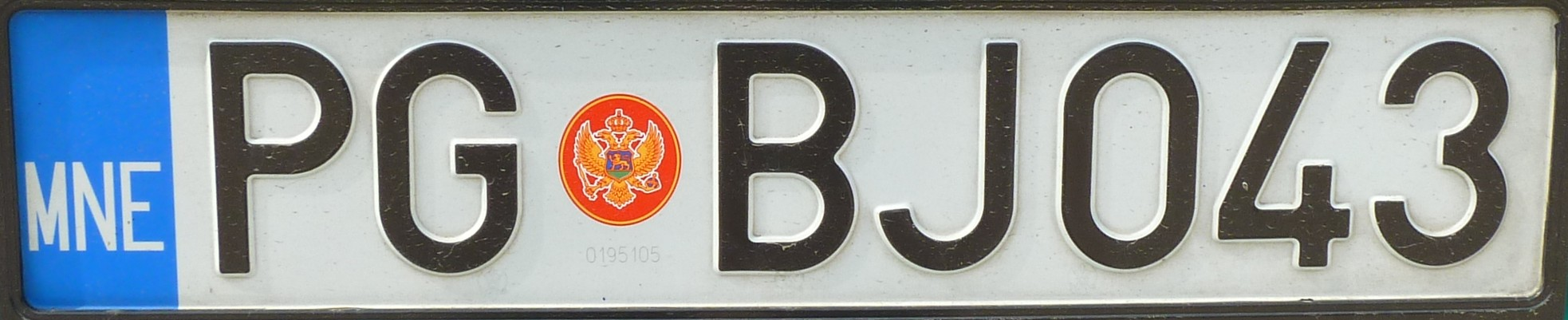
Montenegrinisches Kfz-Kennzeichen

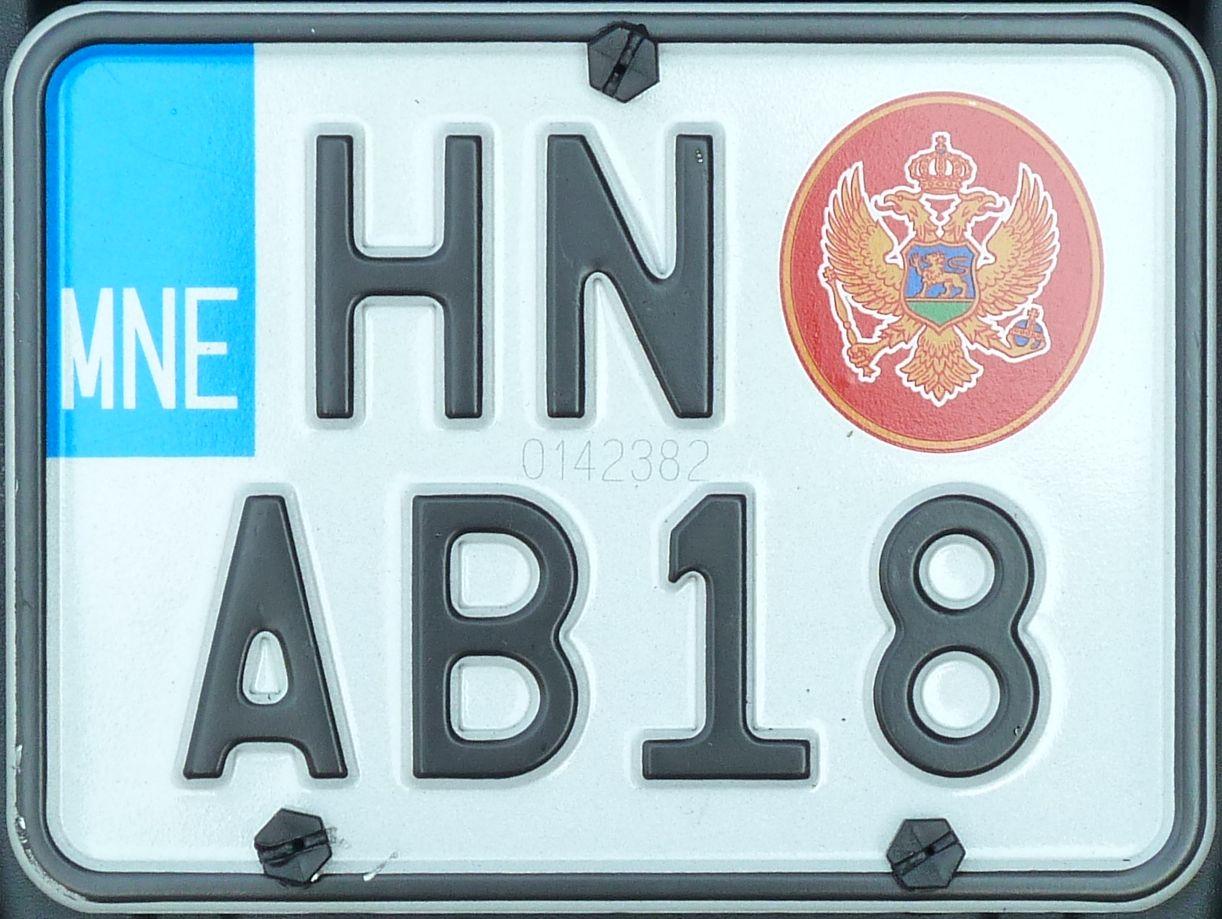
Mopedkennzeichen

Ein eigenes montenegrinisches Kfz-Kennzeichensystem wurde am 6. Juni 2008 und damit zwei Jahre nach der Unabhängigkeit eingeführt. Die Schilder entsprechen in ihren Maßen dem europäischen Standard (520 × 110 mm) und zeigen am linken Rand ein blaues Feld mit dem Nationalitätszeichen Montenegros MNE. Die Prägung beginnt mit zwei Buchstaben, die die Region kodieren, gefolgt vom Wappen Montenegros. Weiterhin folgen nochmals zwei Buchstaben und drei (Zweiräder: zwei) Ziffern. Zweiräder besitzen entsprechend verkleinerte Schilder. Bei Anhängern stehen die Ziffern vor den beiden Serienbuchstaben.

## Varianten

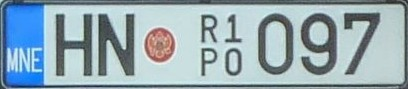
Temporäres Kennzeichen

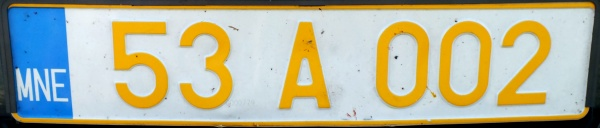
Diplomatenkennzeichen

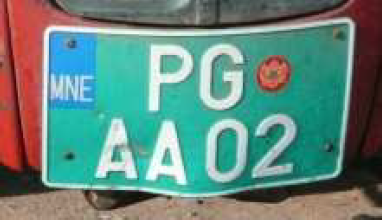
Kennzeichen für landwirtschaftl. Fahrzeuge

Es besteht außerdem die Möglichkeit, ein Wunschkennzeichen zu erhalten, bei dem die Zeichen nach dem Wappen frei gewählt werden können. Kennzeichen der Polizei weisen blaue Schrift auf und beginnen mit dem Buchstaben P (für Policija), gefolgt vom Wappen und dem Regionskürzel. Das Schild endet mit einer dreistelligen Nummer.
Landwirtschaftliche Fahrzeuge erhalten grüne Kennzeichen mit weißer Aufschrift. Aus dem jugoslawischen bzw. serbischen System wurden besondere Kennzeichen für Fahrzeuge mit ungewöhnlichen Abmessungen übernommen. Solche Schilder zeigen weiße Schrift auf rotem Grund. Nummernschilder der Streitkräfte zeigen grüne Aufschrift und beginnen mit V (für Vojska).
Temporäre Nummernschilder zeigen nach dem Wappen die Buchstaben RP (für Registrovano Privremeno) übereinander sowie eine ebenfalls übereinanderstehende Jahreszahl. Das Schild schließt mit drei Ziffern ab.
2022 wurden spezielle Nummernschilder für historische Fahrzeuge eingeführt. Sie zeigen hellbraunen Grund und zeigen nach dem Wappen die Buchstaben OT für Oldtimer.
Diplomatenkennzeichen sind mit gelber Schrift auf weißem Grund versehen. Zunächst verschlüsseln maximal drei Ziffern das Herkunftsland bzw. die Organisation, bevor ein Buchstabe den diplomatischen Status angibt. Das Schild endet mit einer dreistelligen Zahl. Schilder für ausländische Firmen und Presseagenturen folgen einem ähnlichen Aufbau, weisen aber schwarze Schriftfarbe auf und zeigen am Beginn aber zusätzlich noch den Regionscode übereinanderstehend.
| Code | Erklärung                                 |
| ---- | ----------------------------------------- |
| A    | Diplomatisches Korps                      |
| C    | Konsularisches Korps (C für Consul)       |
| E    | ausländisches Unternehmen (E für Economy) |
| M    | anderweitiges Personal (M für Mission)    |
| P    | ausländische Presseagentur (P für Press)  |

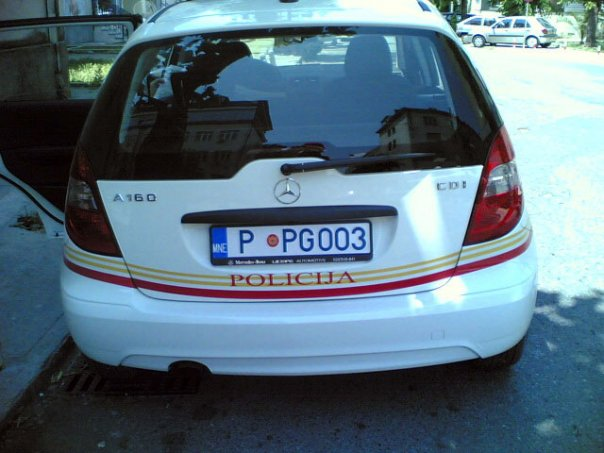
Polizei-Kennzeichen aus Podorica (PG)
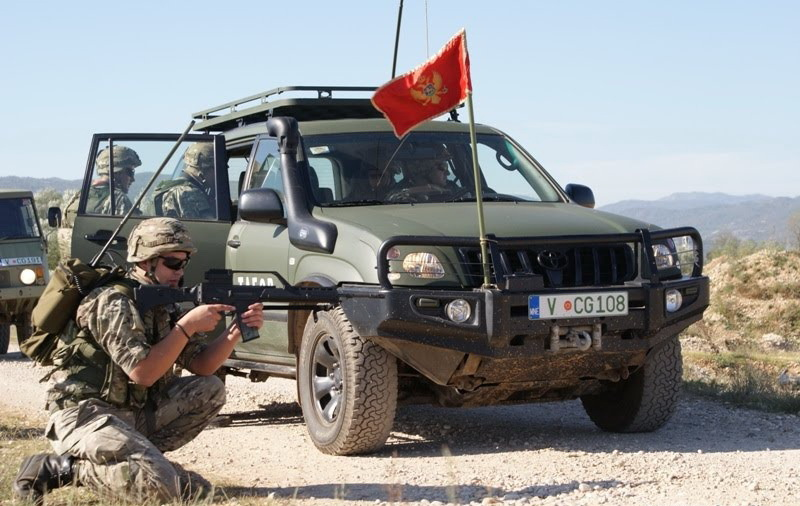
Militär-Kennzeichen
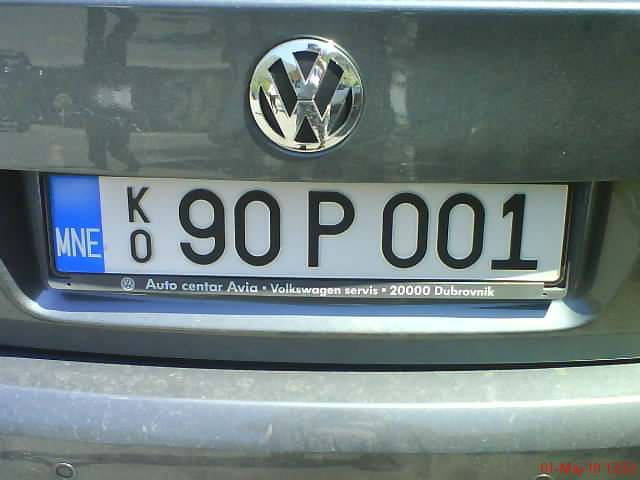
Kennzeichen für ausländische Presseagenturen aus Kotor (KO)
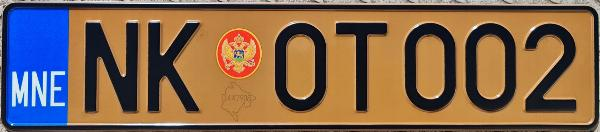
Kennzeichen für historische Fahrzeuge aus Nikšić (NK)

## Vor der Unabhängigkeit

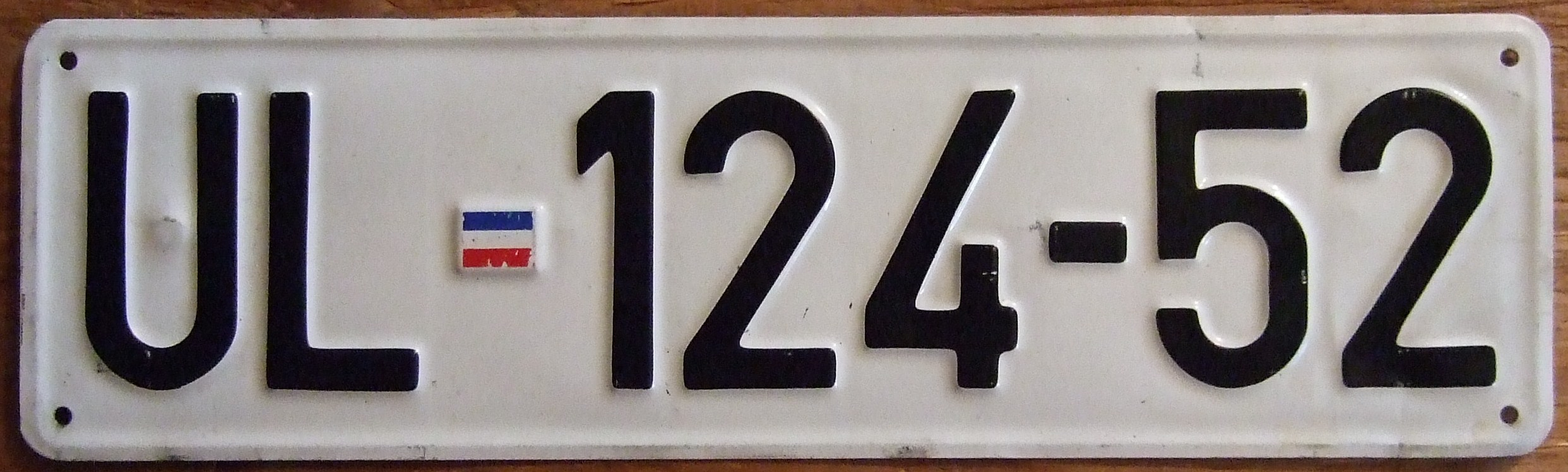
Kennzeichen zwischen 1992 und 2008

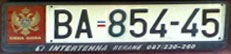
Kennzeichen mit ergänztem Staatswappen

siehe hierzu: Kfz-Kennzeichen (Serbien)
Bis 1992 war Montenegro Teil der SFR Jugoslawien, an deren Kennzeichensystem sich die heutigen Regionskürzel noch immer orientieren. Zwischen 1992 und 2006 war Montenegro Bestandteil der Bundesrepublik Jugoslawien bzw. ab 2003 Serbien-Montenegros und führte die entsprechenden jugoslawischen bzw. serbisch-montenegrinischen Kennzeichen. Bis zum Jahr 2008 konnte man die Kennzeichen der mittlerweile eigenständigen Staaten Serbien und Montenegro praktisch nur anhand der Buchstaben des Zulassungsbezirkes einem der beiden Länder zuordnen. Da die Schilder relativ kurz waren, wurde meist links neben dem Kennzeichen ein blaues Feld mit der Nationalflagge und/oder dem Nationalwappen des jeweiligen Landes ergänzt. Nach der Unabhängigkeit tauchten in Montenegro auch die Buchstaben MNE oder CG für Crna Gora neben den Schildern auf. Dies war jedoch ebenso wie die Darstellung von Flagge oder Wappen nicht obligatorisch. 2008 erhielten dann schließlich alle zugelassenen Fahrzeuge neue Kennzeichen.

## Zulassungsbezirke

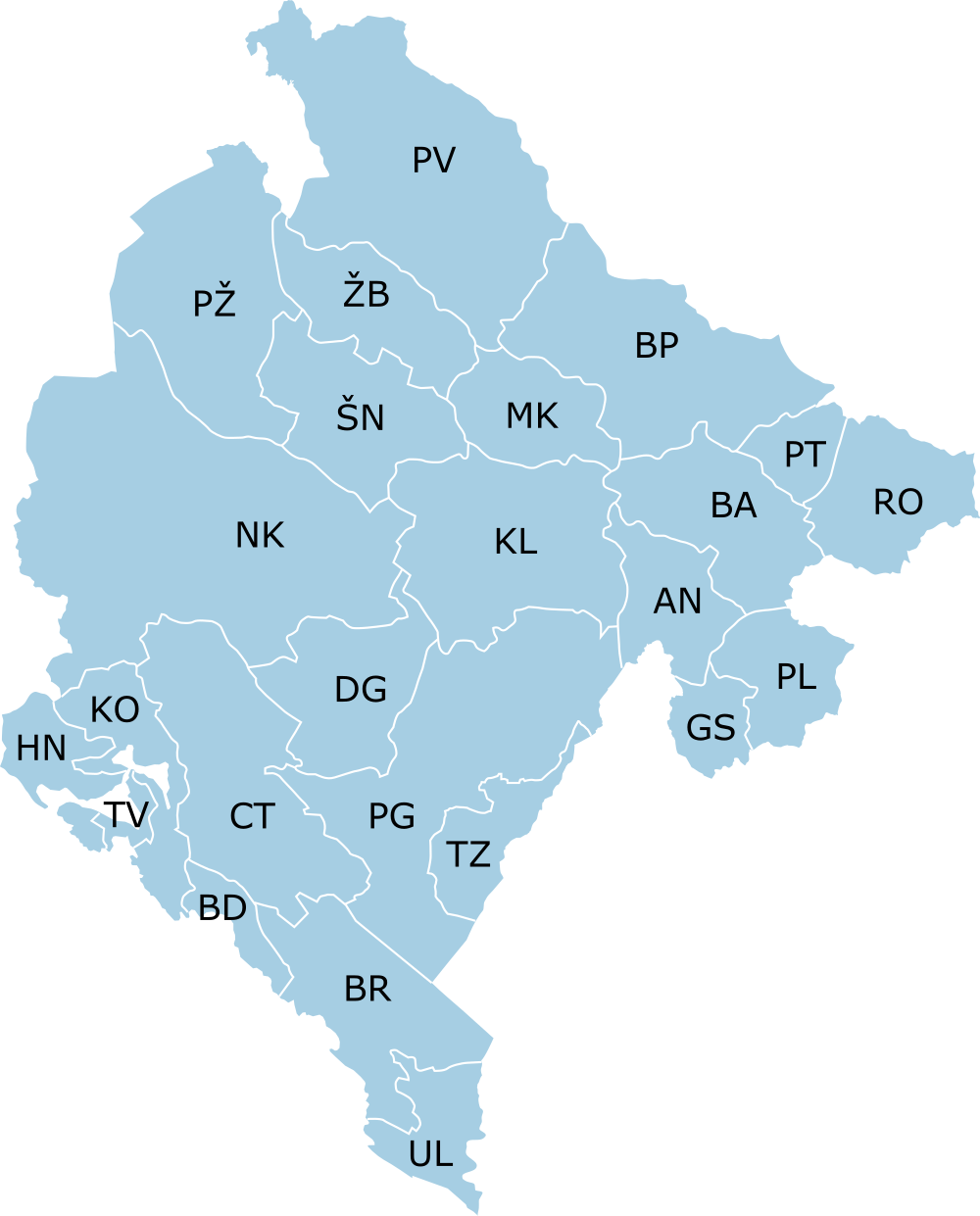
Geografische Verteilung der Kfz-Kennzeichen in Montenegro (Stand 2021)

Im alten jugoslawischen System existieren elf montenegrinische Zulassungsbezirke. Einige Zulassungsbezirke tragen heute andere Namen als zu Zeiten der SFR Jugoslawien, so dass auch die Kürzel dieser Zulassungsbezirke für Kfz-Kennzeichen verändert wurden. Kürzel, die heute nicht mehr verwendet werden, aber auf älteren Fahrzeugen noch auftauchen können, sind in den folgenden Tabellen kursiv gedruckt.
Mit Einführung der neuen Nummernschilder wurde die Liste 2008 um neun weitere Kürzel erweitert. Damit hat nun jede Gemeinde Montenegros ein eigenes Kfz-Kennzeichenkürzel.
| Abkürzung | Zulassungsbezirk | Bemerkungen                 |
| --------- | ---------------- | --------------------------- |
| AN        | Andrijevica      | -                           |
| BA        | Berane           | ehemals Ivangrad            |
| BD        | Budva            | -                           |
| BP        | Bijelo Polje     | -                           |
| BR        | Bar              | -                           |
| CT        | Cetinje          | -                           |
| DG        | Danilovgrad      | -                           |
| GS        | Gusinje          | -                           |
| HN        | Herceg Novi      | -                           |
| IG        | Ivangrad         | umbenannt in Berane > BA    |
| KL        | Kolašin          | -                           |
| KO        | Kotor            | -                           |
| MK        | Mojkovac         | -                           |
| NK        | Nikšić           | -                           |
| PG        | Podgorica        | ehemals Titograd            |
| PL        | Plav             | -                           |
| PT        | Petnjica         | -                           |
| PV        | Pljevlja         | -                           |
| PŽ        | Plužine          | -                           |
| RO        | Rožaje           | -                           |
| ŠN        | Šavnik           | -                           |
| TG        | Titograd         | umbenannt in Podgorica > PG |
| TV        | Tivat            | -                           |
| TZ        | Tuzi             |                             |
| UL        | Ulcinj           | -                           |
| ŽB        | Žabljak          | -                           |